# Отто Росенгрен
Отто Ерік Росенгрен (швед. Otto Eric Rosengren, нар. 16 травня 2003, Кальмар, Швеція) — шведський футболіст, півзахисник клубу «Мальме» та національної збірної Швеції.

## Ігрова кар'єра

### Клубна
Отто Росенгрен з 2019 року виступав за молодіжний склад клубу «М'єльбю». У вересні 2020 року футболіст підписав зклубом професійний контракт до кінця 2023 року. Вперше був внесений до заявки основного складу у березні 2021 року на матч Кубка Швеції. Але на поле того разу він не вийшов. Дебютну гру в першій команді Росенгрен провів лише 29 листопада у матчі чемпіонату країни.
У липні 2023 року Росенгрен перейшов до складу «Мальме», з яким підписав контракт на чотири з половиною роки. І в першому ж сезоні разом з командою виграв титул чемпіона країни.

### Збірна
12 січня 2024 року у товариському матчі проти команди Естонії Отто Росенгрен дебютував у складі національної збірної Щвеції.

## Особисте життя
Батько Отто - Патрик Росенгрен також в минулому професійний футболіст. Був чемпіоном Швеції 2008 року у складі «Кальмара».

## Досягнення
«Мальме»
- Чемпіон Швеції: 2023, 2024
- Володар Кубка Швеції: 2023–24[6]